# Steve Bales

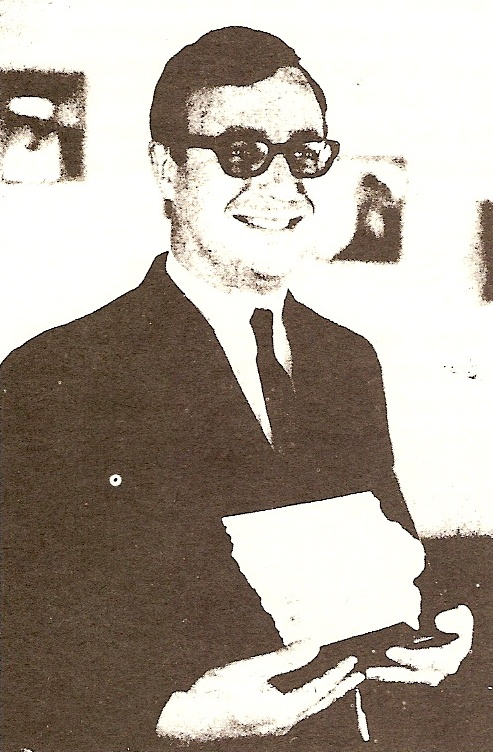
Steve Bales odbiera nagrodę gubernatora stanu Iowa za swój wkład w misję Apollo 11.

Steve Bales (ur. 7 października 1942 w Ottumwa) – amerykański technik i kontroler lotów NASA. Najbardziej znany jest ze swojego wkładu w operację lądowania na Księżycu Apollo 11.

## Życiorys

### Młodość
Bales urodził się w mieście Ottumwa w stanie Iowa. Dorastał w pobliżu miasta Fremont. Jego ojciec był szkolnym dozorcą, a matka kosmetyczką. Od najmłodszych lat był zainteresowany zagadnieniami związanymi z kosmosem i przyszłością podróży kosmicznych.
Studiował na Uniwersytecie Stanowym Iowa inżynierię lotów kosmicznych. Studia ukończył z dyplomem Bachelor of Science. W grudniu 1964 został zatrudniony przez NASA.

### Kariera w NASA
W NASA Bales pracował w oddziale Flight Dynamics i był odpowiedzialny za kontrolę lotów kosmicznych. Jego zadaniem było określanie lokalizacji statku kosmicznego i monitorowanie systemów lokalizacyjnych na pokładzie. Był drugim kontrolerem w misji Gemini 3 i Gemini 4, jednak już w wieku 23 lat został pierwszym kontrolerem w misji Gemini 10.

#### Apollo 11
Steve Bales jest najbardziej znany z faktu kierowania kontrolą naziemną podczas lądowania Apollo 11 na Księżycu. Załoga naziemna musiała borykać się wtedy z wieloma problemami, które mogły doprowadzić do zakończenia misji. Kiedy monitorowano pozycję i prędkość modułu który miał wylądować na Księżycu Bales był bliski podjęcia decyzji o zakończeniu misji lądowania, ponieważ komputer pokładowy Apollo Guidance Computer wyświetlił komunikat o błędzie. Statek kosmiczny poruszał się z prędkością 20 stóp na sekundę (6 m/s) szybciej niż powinien. Pomimo to Bales kontynuował tylko obserwowanie wskazań i sytuacja się ustabilizowała.
W ostatnich minutach lądowania pojawił się jednak poważniejszy problem z alarmami wysyłanymi przez komputer pokładowy. Oznaczały one przeciążenie komputera i nadmiar nadchodzących danych, co mogło oznaczać problemy ze sprawnym wykonywaniem operacji obliczeniowych. Bales musiał bardzo szybko zadecydować czy te błędy są na tyle poważne, że zagrażają bezpieczeństwu misji. Po kilku sekundach poinformował dyrektora lotu Gene Kranz, że lądowanie może być kontynuowane pomimo alarmów. Była to właściwa decyzja i Apollo 11 wylądował bezpiecznie na Księżycu. Bales był wspierany przez wielu innych inżynierów pracujących w kontroli lotów, jednak to on podjął decyzję ostateczną. Uznano, że wkład Balesa w misję lądowania był bardzo znaczący i to właśnie jego decyzje zadecydowały o powodzeniu przedsięwzięcia, w związku z czym został on wybrany do odebrania NASA Group Achievement Award w imieniu całego zespołu kontroli lotu Apollo 11. Nagrodę odebrał z rąk Prezydenta USA Richarda Nixona.

#### Dalsza kariera
Bales jeszcze długo pracował w NASA i ostatecznie został zastępcą dyrektora operacyjnego w Johnson Space Center. W 1996 roku odszedł z NASA i rozpoczął pracę w Amspec Chemical w New Jersey.

## W filmach
Andy Milder wcielił się w postać Steve’a Balesa w miniserialu HBO From the Earth to the Moon. Bales udzielił także wywiadu w filmie dokumentalnym History Channel pod tytułem Failure Is Not an Option i w dokumencie To the Moon nakręconym przez NOVA.